# Partito d'Azione
O Partito d'Azione  (Partido de Ação)  (PdA) foi um partido político socialista liberal na Itália.
Foi fundado em julho de 1942 por ex-militantes socialistas liberais do Giustizia e Libertà, que ideologicamente eram herdeiros do socialismo liberal de Carlo Rosselli e da "Revolução Liberal" de Piero Gobetti cujos escritos rejeitavam o "determinismo econômico" marxista e visavam superar a luta de classes por uma nova forma de socialismo no qual houvesse o respeito pela liberdade civil e ao mesmo tempo provocasse uma mudança radical, tanto social como na estrutura econômica da Itália. Em janeiro 1943 o partido iniciou a publicação de um jornal clandestino, L'Italia Libera editado este por Leone Ginzburg. No mesmo ano membros do Partido entraram em contato com os serviços secretos dos aliados estacionados na Suíça, tentando obter o apoio britânico para um Comitê Anti-fascista que deveria liderar o novo governo depois de um golpe anti-Mussolini.
No imediato período pós-guerra, juntou-se ao governo garantindo o cargo de primeiro-ministro, de junho a novembro de 1945, a Ferruccio Parri. No entanto, como resultado do conflito interno entre a linha democrático- reformista de Ugo La Malfa e a linha socialista de Emilio Lussu, combinado com a derrota eleitoral de 1946, o partido dissolveu-se. O principal grupo de ex-membros, liderados por Riccardo Lombardi, juntou-se ao Partito Socialista Italiano, enquanto o grupo de La Malfa entrou no Partito Republicano Italiano.